# Solanum elegans
Solanum elegans är en potatisväxtart som beskrevs av Michel Félix Dunal. Solanum elegans ingår i släktet skattor som ingår i familjen potatisväxter. Inga underarter finns listade i Catalogue of Life.